# Корјаци
Корјаци су чукотско-камчатски народ, који претежно живи у Русији, односно на подручју бившег аутономног округа Корјакија. Аутономија овог округа је укинута 2007. године, када он постаје један од административних округа Камчатског краја. У верском погледу, Корјаци практикују традиционална веровања (шаманство), а говоре корјачким језиком, који спада у чукотско-камчатску породицу језика.
Укупно их има око 9.000.

## Популација
Према резултатима пописа становништва Руске Федерације, Корјака је 2010. било 7.953. Већина их насељава подручје бившег аутономног округа Корјакија, где су према попису из 2010. године чинили 30% становништва и представљали други народ по бројности, после Руса (46%).